# .biz
.biz és un domini de primer nivell genèric (gTLDs) previst per a ser usat per negocis. El nom és l'ortografia fonètica de la primera síl·laba de la paraula anglesa «business» («negoci» en català).
Va ser creat per a alleujar una mica la demanda del nombre finit de dominis disponibles en el domini de primer nivell .com, i per a proporcionar una alternativa als negocis que preferien un nom de domini .com que ja havia estat registrat per tercers.
No hi ha requisits legals o geogràfics específics per a registrar un nom de domini .biz, excepte que únicament poden ser usats per a «ús comercial», i els remeis legals típics per violació de marca registrada són aplicables.
Es va crear el 2001 juntament amb diversos altres a la primera tanda de nous dominis aprovats per la ICANN seguint el boom de l'interès en internet en la dècada del 1990. Està administrat per Neulevel.

## Història
El gTLD .biz es va crear per alleujar part de la demanda de noms de domini al domini de primer nivell .com i per oferir una alternativa a les empreses el nom de domini preferit de les quals ja havia estat registrat per una altra part. No hi ha qualificacions legals o geogràfiques específiques per registrar un nom de domini .biz, excepte que ha de ser per a un «ús comercial o de negocis de bona fe». Va ser creat l'any 2001 juntament amb diversos altres dominis com el primer lot de nous gTLD aprovats per la ICANN en l'expansió del sistema de noms de domini després de l'augment de l'interès pel comerç per Internet a finals de la dècada del 1990. El gTLD, administrat originalment per Neustar fins al 2020, actualment és administrat per GoDaddy i els registres es processen mitjançant registradors acreditats.

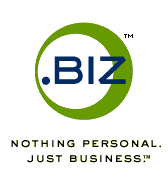
Logotip al llançament
Últim logotip mentre estava administrat per Neustar

A diferència d'altres dominis de primer nivell recentment instal·lats, el registre .biz no va implementar un període de sortida per atorgar als propietaris de marques comercials la primera oportunitat de registrar-se, sinó que va utilitzar un procediment anomenat «Servei de reclamacions de propietat intel·lectual» per la qual cosa els propietaris de marques comercials podrien presentar reclamacions de propietat intel·lectual amb antelació i després desafiar qualsevol eventual registrant mitjançant una política anomenada «Política d'oposició de marques comercials d'inici» (en anglès, Startup Trademark Opposition Policy, STOP). Aquest procés va ser creat per Jeffrey J. Neuman com a servei de protecció de prova de concepte i una alternativa a la política de Sunrise. Els propietaris de marques comercials d'altres registrants van obtenir amb èxit diversos dominis mitjançant aquesta política; alguns dels casos més controvertits van incloure els de paint.biz i Canadian.biz, aquest últim va ser revocat per una decisió judicial.

## Ús
El 23 de juny de 2008 a la 32a Reunió Pública Internacional de l'ICANN a París, el registre .biz va anunciar que havia superat oficialment els dos milions de registres a tot el món.
Al principi, aquest domini era utilitzat principalment per llocs pornogràfics. Tanmateix, la situació ha canviat des d'aleshores i empreses de tots els sectors d'activitat trien aquest sufix, sobretot quan els cobejats noms de domini ja estan reservats per a l'extensió .com, i .biz és preferible al .net.
En turc, biz significa ‘nosaltres’ i s'utilitza en alguns llocs com ara turkleriz.biz (‘som els turcs’) i fenerliyiz.biz (‘som fans de Fenerbahçe’).

## Arrels DNS alternatives
Abans que la ICANN aprovés el domini de primer nivell .biz a l'arrel DNS oficial, dominis similars amb el mateix nom ja estaven en ús per arrels DNS alternatives. Això va crear la possibilitat que un domini .biz apuntés a diferents adreces IP en funció de la configuració de DNS específica d'un ordinador client. Per aquest motiu, el registre del domini, GoDaddy, requereix que un servidor DNS estigui registrat oficialment amb ells a la seva llista de servidors DNS aprovats abans que un registrador de domini el pugui registrar a la base de dades WHOIS.